# Am ha'aretz
Am ha'aretz (em hebraico: עם הארץ, cujo significado é o povo da Terra) é um termo encontrado no Tanakh. Quando "o povo" está no singular e "a terra" refere-se à terra de Israel, ele refere-se aos judeus. Quando "os povos (plural) da terra (singular)" (em hebraico ammei ha'aretz) ele refere-se aos não-judeus e quando ambas as palavras estão no plural (em hebraico ammei ha'aretzot, significando "povos das terras") ele refere-se às pessoas das terras gentias.
O Talmude aplica "o povo da Terra" para judeus sem instrução que foram considerados como sendo negligentes em sua observância dos mandamentos, devido à sua ignorância, e o termo combina os significados de "rústico" com os de "rude, incivilizado, ignorante".
Na linguagem corrente, Am Ha'aretz (ou AMHA) refere-se a um movimento decorrente dos pioneiros em Israel e seu amor pela terra. Os membros da AMHA em Israel tendem a estar em unidades militares de elite e em kibbutzim e refletem os valores tradicionais dos pioneiros israelenses seculares. Os líderes da AMHA são chamados Shoftim, e são eleitos pelos sócios. AMHA também se espalhou para os EUA nos últimos anos, onde o primeiro juiz fora de Israel agora reside.

## Tanakh
No Tanakh, o termo "os povos da terra" (em hebraico am Ha'aretz) refere-se a um grupo social especial ou casta dentro do reino de Judá. Entre as atividades do am ha'aretz bíblico estava a revolta contra Atalia. Em contrapartida, o plural ammei ha'aretz ou ammei ha'aretzot refere-se a estrangeiros, ou seja, as nações do mundo (gentios) ou a população cananéia nativa que vivia dentro de Eretz Yisrael.
No período do Segundo Templo, o "povo da terra" (am ha'aretz) são contrastados com aqueles que retornam do cativeiro babilônico, "Todavia o povo da terra debilitava as mãos do povo de Judá, e inquietava-os no edificar". Não está claro se o termo refere-se ao povo de Judá que ficou para trás e adotou visões sincretistas ou aos não-hebreus. Rubenstein (2003) considera que, em Esdras e Neemias, o termo designa os judeus rurais que haviam permanecido na terra enquanto as classes aristocráticas e sacerdotais foram deportadas para o exílio na Babilônia. Na opinião de Kartveit (2009) os termos utilizados em Esdras e Neemias podem não ser precisos em suas distinções. Pode haver implicação de que o "povo da terra" (Esdras 4:4) tinha se casado com os "povos das terras" (Esdras 9:1 ammei ha'aretzoth), e pode haver uma equação ou relação com a origem dos samaritanos.